# エクセター・ホール

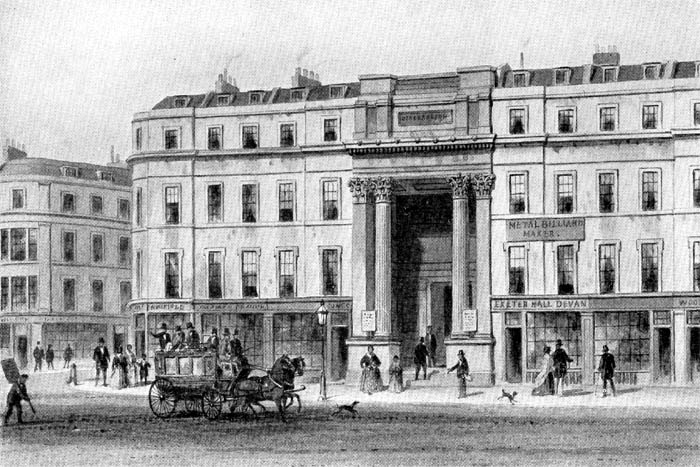
エクセター・ホールを描いた版画から複製されて1905年に作られた絵葉書。

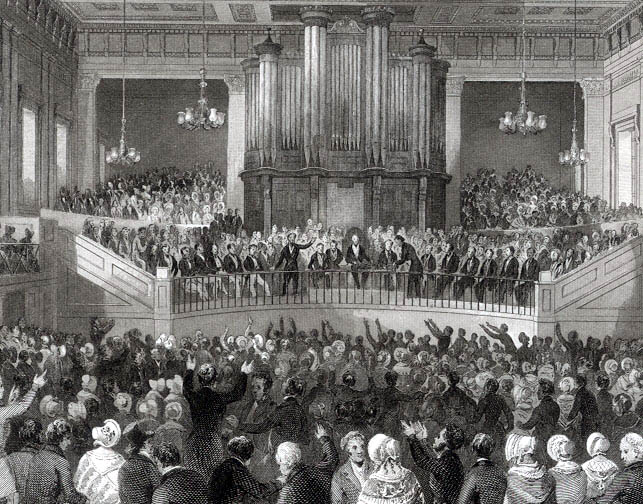
1840年代にエクセター・ホールの大ホールで開かれた王立人道協会の集会。

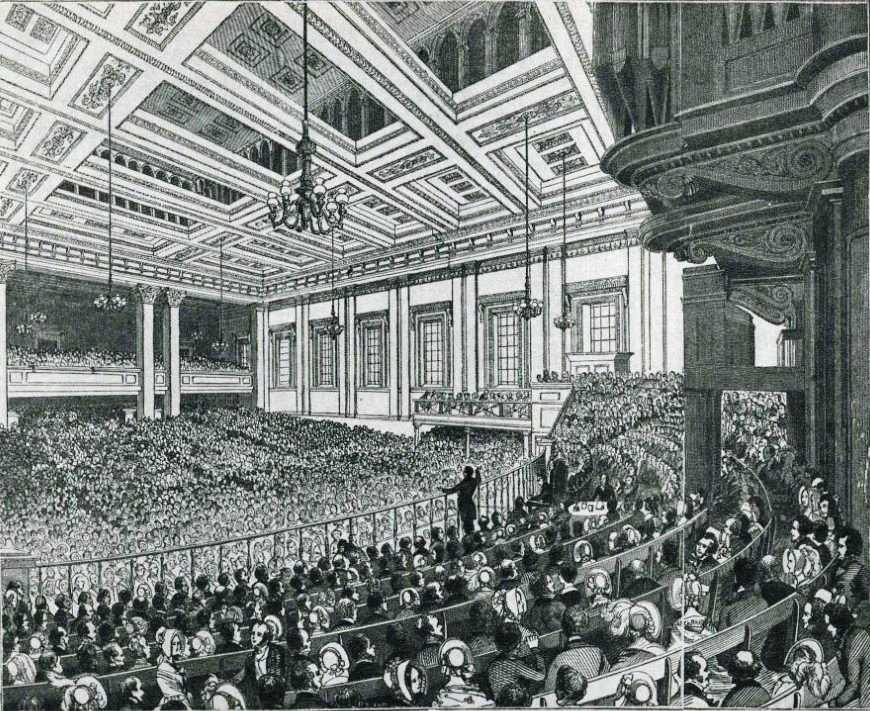
1846年にエクセター・ホールで開催された反穀物法同盟の集会。

エクセター・ホール (Exeter Hall) は、ロンドンのストランドの北側に位置していたホール。1829年から1831年にかけて、エクセター取引所の跡地にジョン・ピーター・ガンディの設計により建設されたが、このガンディは、先見性のあった建築家として知られるジョゼフ・マイケル・ガンディの弟である。敷地は、かつて代々エクセター伯爵がロンドンの住まいとしたのエクセター・ハウス（Exeter House：それ以前には、Burghley House、Cecil House と称された）の跡地の一部であり、後にサヴォイ・ホテルが建てられた場所とほぼ対面する位置にあった。正式な開業日は、1831年3月29日であった。
ストランドに面したファサードには、中央の玄関に大きな凹部が設けられており、コリント式の2本の円柱の背後、街路に面した店舗より高い位置に、出入口が設けられていた。小ホールは、およそ 1,000人ほどを収容でき、主ホールのオーディトリアムは 4,000人以上を収容できた。エクセター・ホールでは、各種の宗教的な集会行事や慈善目的の集会などがしばしば開催され、1827年に創設されたプロテスタント改革協会 (Protestant Reformation Society) や、1835年に再建されたプロテスタント連盟 (Protestant Association)、1831年に創設されたトリニテリアン聖書協会などがここを利用した。
1834年6月30日、南オーストラリア協会 (South Australian Association) が主催した、南オーストラリア自由植民地の創設を訴える、7時間に及ぶ大規模な公開集会がここで開催された。
反奴隷制協会もここで集会を催しており、同様の重要な政治集会がしばしば開かれたことから、「エクセター・ホール」は奴隷制に反対する勢力を意味する換喩表現となっていった。当初からの集会場としての機能のほか、この施設にはキリスト教青年会 (YMCA) の本部が置かれ、またセイクリッド・ハーモニック協会のコンサート・ホールとしても利用された。エクトル・ベルリオーズは、1852年に初めてエクセター・ホールで指揮し、1855年にも再びここで指揮をした。
エクセター・ホールはJ・ライオンズ・アンド・カンパニーのグループに売却され、1907年7月27日に所有権が移転した。建物は解体され、跡地にはストランド・パレス・ホテルが建設され、1909年9月に開業した。